# Марсель Меран
Марсель Меран (фр. Marcel Meran, 4 жовтня 1871 — 9 квітня 1949) — французький яхтсмен.
Срібний призер Олімпійських Ігор 1900 року в другому запливі в класі 0,5—1,0 тонна, бронзовий призер 1900 року в першому запливі в класі 0,5—1,0 тонна.